# Pachomius (monnik)

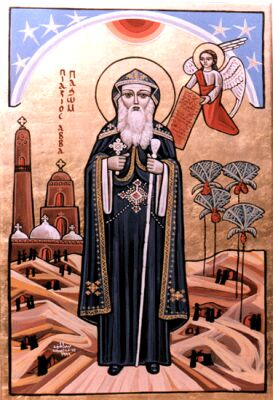
Pachomius

Pachomius (Oudgrieks: Παχώμιος; Arabisch: الأنبا باخوميوس, Pakhom) (ca. 292 – ca. 348) was een Egyptische monnik. Hij wordt algemeen erkend als de grondlegger van het Christelijke cenobitische kloosterleven. De Koptische kerken en de Rooms-Katholieke Kerk vieren zijn feestdag op 9 mei; de oosters-orthodoxe kerken markeren zijn feest op 15 mei. In de Lutherse Kerk wordt Pachomius als een vernieuwer van de kerk, samen met zijn tijdgenoot (en collega woestijnheilige), Antonius van Egypte op 17 januari herinnerd.

## Leven
Sint Pachomius werd in 292 uit heidense ouders geboren in Thebe (het huidige Luxor in Egypte). Volgens zijn hagiografie werd Pachomius in 313 tegen zijn wil op 21-jarige leeftijd als rekruut in het Romeinse leger opgenomen, niet ongewoon in deze periode van onrust en burgeroorlog.
Met een aantal andere jongeren werd hij op een schip gezet dat stroomafwaarts langs de Nijl ’s avonds Thebe bereikte. Hier kwam hij voor het eerst in aanraking met lokale christenen die, zoals hun gewoonte was, voedsel brachten en de rekruten moed inspraken. Pachomius werd getroffen door de liefde waarmee christenen elkaar en anderen bejegenden. Hij bezwoer om het christendom te onderzoeken, wanneer hij het leger weer kon verlaten. Dit bleek al een jaar later het geval te zijn. Hij kon het leger verlaten zonder ooit te hebben hoeven vechten. In 314 werd hij bekeerd en gedoopt.
Pachomius kwam daarna contact met een aantal bekende asceten en besloot in 317 om dat pad verder te volgen onder leiding van een kluizenaar die Palaemon heette. Een van zijn devoties, op dat moment populair, was het bidden met zijn armen gestrekt, in de vorm van een kruis. Na zeven jaar bij Palaemon gestudeerd te hebben, trok Pachomius eropuit om het leven van een heremiet te leiden. Hij vestigde zich in de buurt van de heilige Antonius van Egypte, wiens praktijken hij imiteerde. Op enig moment hoorde Pachomius in Tabennisi een stem, die hem opdroeg een gemeenschappelijke woning voor de heremieten te bouwen. Een eerdere asceet met de naam Macarius had al een aantal proto-kloosters gevormd die lavra werden genoemd. Dit waren cellen waar heilige mannen die fysiek of mentaal niet in staat waren om de ontberingen van het eenzame leven van de heilige Antonius te doorstaan in een gemeenschap konden leven.
Pachomius vestigde zijn eerste klooster tussen 318 en 323 bij Tabennisi aan de oevers van de Nijl in Egypte. Zijn oudere broer Johannes voegde zich bij hem, en al gauw leefden er meer dan 100 monniken in de omgeving. Pachomius begon met het organiseren van deze cellen tot een formele organisatie. Tot op dat moment was de Christelijke ascese solitair of heremitisch geweest – mannelijke of vrouwelijke kloosterlingen leefden in individuele hutten of grotten en ontmoetten elkaar alleen voor incidentele erediensten.
Pachomius creëerde de gemeenschap of cenobitische organisatie, waarin de mannelijke of vrouwelijke kloosterlingen samenleefden. Alle wereldlijke bezittingen waren gemeenschappelijk eigendom. De cenobitische gemeenschap stond onder leiding van een abt of abdis. Pachomius besefte dat sommige mannen, die alleen ervaring hadden met het kluizenaarsleven, misschien al snel van zo'n gemeenschappelijk samenleven zouden walgen, indien het afleidende gedoe van zo'n cenobitisch samenleven te abrupt aan hen werd opgedrongen. Hij stond hen daarom toe om hun complete tijd te besteden aan geestelijke oefeningen. Zelf nam hij alle administratieve taken van de gemeenschap op zich. De gemeenschap prees Pachomius als "Abba" (vader), waaruit het woord "abt" is afgeleid.
Hoewel het meerdere keren werd vergroot, werd het klooster van Tabennisi al snel te klein. Er werd een tweede klooster gesticht in Pabau (Faou). Na 336 bracht Pachomius daar het grootste deel van zijn tijd door. Hoewel Pachomius soms als lector voor herders uit de omgeving optrad, werden noch hij, noch enige van zijn monniken priesters. Athanasius bezocht hem in 333 en wilde hem toen tot priester wijden, maar Pachomius vluchtte voor hem. Athanasius' bezoek was waarschijnlijk te danken aan Pachomius' fanatieke verdediging van de orthodoxie tegen het arianisme. Beide mannen zaten hier op één lijn. Ook Basilius van Caesarea bezocht hem, en nam na dit bezoek veel van Pachomius' ideeën over. Hij paste de regels aan en implementeerde zij in Caesarea. Deze ascetische kloosterregels, de Ascetica, wordt vandaag de dag nog steeds gebruikt door de oosters-orthodoxe kerken en zijn vergelijkbaar met de regels van Benedictus in de Rooms-Katholieke Kerk.

## Dood en nalatenschap
Pachomius bleef geruime tijd aan als abt aan de cenobieten. Tijdens een epidemie riep Pachomius de monniken bij elkaar. Hij versterkte hun geloof en benoemde zijn opvolger. Pachomius stierf daarna op 14 Pashons, 64 A.M. (9 mei van het jaar 348 n.Chr.)
Tegen de tijd dat Pachomius overleed (ca. 345) stonden er acht kloosters en enkele honderden monniken onder zijn leiding. Binnen een generatie verspreidden de cenobitische praktijken zich van Egypte naar Palestina en de woestijnen van Judea, Syria, Noord-Afrika en uiteindelijk ook naar het westen van Europa. Het aantal monniken kan op zijn hoogtepunt mogelijk meer dan 3.000 hebben bedragen.
Zijn reputatie als een heilig man heeft de tijd doorstaan. Zoals hierboven vermeld wordt Pachomius in verschillende liturgische kalenders herdacht. Onder de vele wonderen die aan Pachomius worden toegeschreven, is dat hoewel hij nooit Grieks of Latijn had geleerd, hij deze talen soms toch op wonderbaarlijke wijze zou hebben gesproken. Pachomius wordt ook gezien als de eerste Christen die gebruik maakte van een gebedstouw (een voorloper van een gebedssnoer). Hij beval de gelovigen aan hier gebruik van te maken.

## Huidige Sint-Pachomiusklooster
Het naar hem genoemde Sint-Pachomiusklooster is recent gerestaureerd en is open voor toeristen.

## Herdenking
Hij wordt herdacht op 9 mei in de Koptische Kerk en de Rooms-Katholieke Kerk (op sommige kalenders ook 14 mei) en op 15 mei in de oosterse kerken en bij de benedictijnen.

## Voetnoten
1. ↑  Saint Pachomius, Holy Protection Russian Orthodox Church, Los Angeles, Californië, zie hier. Gearchiveerd op 29 oktober 2023.
2. 1 2 3 4  Butler, Alban, The Lives of de Fathers, Martyrs and Other principal Saints, Vol. V, D. & J. Sadlier, & Company, 1864, zie hier
3. 1 2  Bacchus, Frans Jozef, St. Pachomius, The Catholic Encyclopedia. vol. 11. New York: Robert Appleton Company, 1911, zie hier. Gearchiveerd op 3 februari 2024.
4. 1 2  Huddleston, Gilbert, Monasticism, The Catholic Encyclopedia. Vol. 10. New York: Robert Appleton Company, 1911, zie hier
5. ↑  Kenneth W. Harl (2001), The World of Byzantium, ISBN 1-56585-090-4 (audio-opname)
6. ↑  Peter Brown (Norton, 1971), The World of Late Antiquity: AD 150–750, blz. 99.
7. ↑  Philip Rousseau (University of California Press, Berkeley 1985), Pachomius: the Making of a Community in Fourth-Century Egypt, blz. 74-75 ISBN 0-52005048-7

- Bibsys: 90356085
- Biblioteca Nacional de España: XX1057389
- Bibliothèque nationale de France: cb119183584 (data)
- Catàleg d'autoritats de noms i títols de Catalunya: 981058523275906706
- CiNii: DA15456448
- Gemeinsame Normdatei: 118591118
- International Standard Name Identifier: 0000 0001 1856 5307
- Library of Congress Control Number: n50051557
- Nationale Bibliotheek van Israël: 987007266097405171
- Nationale Bibliotheek van Polen: a0000001222624
- Nederlandse Thesaurus van Auteursnamen: 07083380X
- Réseau des bibliothèques de Suisse occidentale: 02-A005491544
- Istituto Centrale per il Catalogo Unico: CFIV086861
- LIBRIS: 268956
- Système universitaire de documentation: 027055183
- Virtual International Authority File: 100179222
- WorldCat: E39PCjBwQyh7xXDgBgD68gM8fq